# Harpactea camenarum
Harpactea camenarum är en spindelart som beskrevs av Brignoli 1977. Harpactea camenarum ingår i släktet Harpactea och familjen ringögonspindlar. Inga underarter finns listade i Catalogue of Life.